# نجیبه شریف
نجیبه شریف (زاده: ۱۳۴۲، کابل) سیاست‌مدار افغانستانی و نماینده مردم کابل در دوره پانزدهم مجلس نمایندگان افغانستان است.

## زندگی
نجیبه شریف متولد ۱۳۴۲ از کابل افغانستان است. وی دارای مدرک تحصیلی لیسانس از دانشکده علوم دانشگاه کابل است.

## دیگر فعالیت‌ها
- مجری و گوینده در رادیو.[۱]
- معلم در لیسه/دبیرستان الفتح کابل.[۱]
- فعالیت علمی، ادبی، اجتماعی.[۱]
- عضو کمیسیون تعلیم و تربیت یونسکو.[۱]
- مدیر مسئول مجله روزنه.[۱]
- معین مالی و اداری وزارت امور زنان.[۱]